# American Alpine Club
L'American Alpine Club (Club Alpino Americano - abbreviato in AAC) è un club alpino degli Stati Uniti d'America fondato nel 1902 da Charles Ernest Fay.
Ha la sua sede a Golden nello Stato del Colorado.

## Storia
Inizialmente l'American Alpine Club si occupava principalmente di nuovi massicci montuosi e delle via più facili di salita alle vette. Studiava inoltre le scienze della geologia, della topografia e della glaciologia.
Solo in tempi più recenti (dal 1929) si occupò dell'alpinismo sportivo e dell'apertura di nuove vie di scalata.